# Лето прошло...
Лето прошло… — мини-альбом / кавер-альбом российского музыканта Александра Пушного, вышедший 6 сентября 2024 года на лейбле Navigator Records. В поддержку альбома было выпущено четыре сингла.

## Список композиций
Адаптировано под Яндекс Музыку.
| №                   | Название               | Текст песни                   | Музыка                        | Оригинальный исполнитель               | Длительность |
| ------------------- | ---------------------- | ----------------------------- | ----------------------------- | -------------------------------------- | ------------ |
| 1.                  | «Вершина»              | Владимир Высоцкий             | Владимир Высоцкий             | Владимир Высоцкий                      | 2:55         |
| 2.                  | «Группа крови»         | Виктор Цой                    | Виктор Цой                    | «Кино»                                 | 3:38         |
| 3.                  | «Дуся-агрегат»         | Александр Шаганов             | Игорь Матвиенко               | «Любэ»                                 | 4:53         |
| 4.                  | «Песня про металл»     | Марина Ланда, Сергей Васильев | Марина Ланда, Сергей Васильев | «Малышарики»                           | 3:00         |
| 5.                  | «Город Омск»           | Марина Ланда, Сергей Васильев | Марина Ланда, Сергей Васильев | «Смешарики»                            | 3:49         |
| 6.                  | «Только этого мало...» | Арсений Тарковский            | Александр Чиненков            | Группа СВ Альбом Московское Время 1984 | 3:41         |
| Общая длительность: | Общая длительность:    | Общая длительность:           | Общая длительность:           | Общая длительность:                    | 21:59        |